# Joseph Wittebols
Joseph Pierre Albert Wittebols  S.C.I. (Etterbeek, 12 april 1912 – Wamba, 26 november 1964), bisschop van Wamba, was een missionaris van de Priesters van het Heilig Hart. Hij werd priester gewijd op 11 juli 1937 en kwam aan in Congo in 1938. Op 10 maart 1949 werd hij benoemd tot apostolisch vicaris van Wamba, op 16 juni 1949 tot bisschop gewijd.
Joseph Wittebols werd op 26 november 1964 in Wamba vermoord door de Simba's. De hulp van Belgische para's kwam te laat.

## Jeugd
Jefke Wittebols groeide op als een echt Brussels ‘ketje’ en bleef dat zijn leven lang. Ook als gemijterd bisschop bewaarde hij deze eigen stijl met de typische ontwapenende directheid, de mix van Frans en Brussels-Vlaams.
Joseph Wittebols was een knap student die niet alleen uitblonk tijdens zijn middelbare studies aan het Institut Saint Louis in Brussel en in het juvenaat van Tervuren, maar ook in het noviciaat te Brugelette en het scholasticaat Notre Dame du Congo in Leuven. Zijn medestudenten herinneren hem echter vooral als de geboren humorist die op elk feestje moest optreden. Applaus barstte meteen al los als ‘Jef’ de scène betrad en vanachter zijn dikke brilglazen, ogenschijnlijk bedeesd, naar het publiek keek. Bij elk optreden van ‘Jef’ was het lachen geblazen. Hij had een mooie, diepe basstem en hij kende vele, plezante Brusselse liedjes. Zijn moeder was Maria-Therese Aldeweireldt, derde kind van vier, afkomstig zie website "Oorsprong Moerkerke". Zij was een servante (huishoudster-dienster) en is gehuwd met zijn vader Pierre Wittebols op 23 juni 1900. Jozef is genoemd naar zijn dooppeter, broer van zijn moeder.

## Pater missionaris in Stanleystad
Pater Wittebols werd priester gewijd in Leuven op 11 juli 1937, tijdens zijn derde jaar theologie. In de herfst van 1938, nauwelijks een paar maanden na het einde van zijn scholasticaat, nam hij in Antwerpen de boot naar Afrika. Aangekomen in Stanleystad kreeg hij van Mgr. Verfaillie de opdracht om een nieuwe school op te richten voor Europese kinderen. Joseph Wittebols werd niet alleen directeur van het ‘Collège du Sacré-Coeur’, hij gaf er zelf ook les en werd aalmoezenier van de scoutsgroep. De school was een groot succes en werd erg belangrijk in 1940 toen de Belgische kolonialen omwille van de oorlog hun kinderen niet meer naar scholen in hun thuisland konden sturen.

## Bisschop van Wamba
De missie van de Priesters van het Heilig Hart bleef maar groeien. Gezien de grootte van het werkgebied – 6,5 keer de grootte van België – werd de missie in 1949 gesplitst in twee vicariaten. Joseph Wittebols werd benoemd tot eerste apostolisch vicaris van het nieuwe vicariaat Wamba, de streek van Nepoko in het noordoosten. Op 16 juni 1949 werd hij door kardinaal Van Roey in de missieprocure van Brussel tot bisschop gewijd. In 1959 werd het vicariaat van Wamba door paus Johannes XXIII tot diocees uitgeroepen.
Er moest hard gewerkt worden in het nieuwe vicariaat/diocees. Mgr. Wittebols bouwde een hechte band op met zijn missionarissen. Hij bezocht alle missieposten jaarlijks ten minste vier keer en correspondeerde veel. In het scholasticaat was hij al bekend om zijn jovialiteit en goede luim en die had hij meegebracht naar Congo. Joseph Wittebols had niets van een dictator; hij was een bestuurder die aanmoedigde en vertrouwen gaf. Wittebols gaf veel retraites, vooral ook als aanmoediging voor de zusters, Europese en Afrikaanse. Bij zijn aankomst in Wamba waren slechts in één missiepost, in Bafwabaka, zusters aan de slag – in 1964 waren ze actief in tien missieposten en stonden nog twee kloosters in de steigers.
Onder de leiding van Wittebols was Wamba op korte tijd een bloeiend diocees geworden. In 1949 waren er acht missieposten (Wamba, Bafwabaka, Ibambi, Maboma , Pawa, Avakubi, Bafwasende en Panga) maar onder Mgr. Wittebols kwamen er missieposten bij in Nduye, Ngayu, Babonde, Bomili, Lingondo, Mambasa, Bayenga, Legu, Nugo en Obongoni. In 1956 opende hij een normaalschool voor de opleiding van zwarte onderwijzers in Avakubi, in 1957 een kleinseminarie voor zwarte priesterkandidaten in Lingondo. In 1963 telde dit kleinseminarie 63 seminaristen. In 1960 werden de nieuwe gebouwen in Wamba ingehuldigd. In 1964 hadden bijna alle missieposten hun eigen kerk en stond de kathedraal van Wamba onder dak.
Wittebols was ook begaan met ziekenzorg. In Bayenga nam hij een hospitaal over dat vroeger aan een mijncompagnie had toebehoord. Omwille van de onstabiele toestand na de onafhankelijkheid van Congo (1960) en de onveiligheid was het moeilijk om medisch personeel aan te trekken. Wittebols slaagde er toch in om dokter Lombard, een Belgisch arts, voor de kliniek van Bayenga te engageren. Dokter Lombard kwam aan in juli 1964. Vier maanden later werd hij vermoord door de Simba’s.
Wittebols vormde de leprozerie van Pawa, die in 1960 door het Rode Kruis was opgegeven, om tot een school voor verplegers die door Europeanen zouden worden opgeleid. De school zou in september 1964 opengaan, maar de komst van de rebellen verhinderde dat. In 1962 was hij voor de laatste keer in België en bezocht zijn achternicht Julianna Aldeweireldt-De Smedt in Stekene en de familie in Moerbeke.
Op 30 maart 1964 bestond het personeel van de missie van Wamba uit:
- 47 priesters, waarvan 39 Priesters van het Heilig Hart, 6 Congolese diocesane priesters en 2 Europese diocesane priesters
- 12 broeders
- 92 zusters behorend tot vier verschillende congregaties, waarvan 1 Congolese congregatie (Sainte Famille)

Scholen en ziekenzorg:
- 325 lagere scholen met 20835 leerlingen (jongens en meisjes)
- 7 hospitalen met 1016 bedden
- 18 dispensaria met 1303658 consultaties
- 11 materniteiten (8932 geboorten)
- 8 leprozerieën met 2791 zieken
- 2 ouderlingentehuizen met 34 gasten
- 2 weeshuizen met 112 wezen

## Martelaar
De Congolese onafhankelijkheid (1960), met de ongeregeldheden die er op volgden, werden fataal voor de misse van Wamba. Hij zou een laatste maal zijn thuisland België en zijn familie bezoeken in 1962 voor de opening van het Tweede Vaticaans Concilie in Rome. De Lumumbist Gizenga had in Stanleystad een tegenregering gevormd en was de missies vijandig gezind. De economische situatie verslechterde van dag tot dag. In plaats van naar Rome te vertrekken om er deel te nemen aan het Concilie verkoos Wittebols, omwille van de troebele tijden, tussen zijn mensen in Congo te blijven. Op 15 augustus 1964 vielen de rebellen Wamba binnen en begon de terreur. Chefs van de lokale stammen en ambtenaren werden massaal geëxecuteerd en op 29 oktober werd de missie bezet. Dagelijkse vernederingen en het verplicht aanwezig zijn bij de folteringen van medebroeders werden het deel van de missionarissen. Mgr. Wittebols kraakte: hij werd stil, nam niet langer deel aan conversaties.
Toen op 24 november Stanleystad door Belgische parachutisten werd bevrijd koelden de Simba’s hun woede op de missionarissen in Wamba. Als hoofd van de missiepost werd Wittebols extra geviseerd door de Simba-folteraars. Toen de missionarissen onder voortdurende slagen gedwongen werden om blootsvoets in indianenpas van de missie naar de gevangenis te lopen, moest Wittebols vooraan lopen. Omdat zijn bril afgeslagen was – monseigneur was erg bijziend - strompelde hij in de duisternis voortdurend en liep overal tegenaan. Hij werd onafgebroken hard geslagen. Op de binnenkoer van de gevangenis werd hem zijn bisschopskruis afgenomen en moest hij zijn onmacht bewijzen door Amerikanen ter hulp te roepen.
Na nog meer folteringen werden de Belgische missionarissen op 26 november doodgeschoten. De Simba-kolonel had voor zichzelf de eer opgeëist om zelf als eerste Wittebols te doden. De lichamen van de missionarissen werden nadien verminkt door een met messen en speren gewapende menigte.
Het artikel Moordpartij Wamba 1964 bevat meer details over de executie van Wittebols en zijn confraters.

## Memoriaal-Kongolo Gentinnes (België)
De naam van Joseph Wittebols is, samen met die van 216 andere slachtoffers vanaf de onafhankelijkheid van Congo (juni 1960) en de ‘troubles’ die daarna volgden tussen 1962 en 1964, aangebracht op de Chapelle-Mémorial Kongolo te Gentinnes, België.